# Methanopyrus
Methanopyrus je rod metanogenních archebakterií s jediným popsaným druhem, Methanopyrus kandleri. Je to hypertermofilní organismus žijící v těsné blízkosti hlubokomořských černých kuřáků v Kalifornském zálivu v hloubce až 2000 m a při teplotách v rozmezí 84-110 °C. Tzv. „Strain 116“ nalezený v oblasti Kairei byl schopen množit se i při teplotě 122 °C.